# 超級機械人大戰OG -The Inspector-
《超級機械人大戰OG -The Inspector-》（日语：スーパーロボット大戦OG -ジ・インスペクター-）為2010年10月至2011年4月間播放的《超級機械人大戰OG》系列動畫。

## 簡介
L5战役完结半年后。世界上各种势力及DC残党都在暗中活跃，要从L5战役中恢复过来还需要很长时间。这时，大总统公开了外星人的存在，及它们对人的威胁，但是他们并没有注意到真正敌人的存在……

## 工作人员
- 原作 -
- 監督 - 大張正己
- 系列構成・脚本 - 竹田裕一郎、八房龍之助
- 人物原案 - 河野さち子、斉藤和衛
- 人物设置 - 江端里沙、山根理宏、浜崎賢一、大籠之仁
- 机械设定 - 宮武一貴、カトキハジメ、明貴美加、山根理宏、ことぶきつかさ、斉藤和衛、藤井大誠、富士原昌幸、守谷淳一、杉浦俊朗、安藤弘、小野聖二、金丸仁、土屋英寛、大張正己、大河原邦男
- Production Design - 中北晃二
- 总作画監督 - 椛島洋介（人物）、山根理宏（機體）
- 美術監督 - 野村正信
- 色彩設計 - 斉藤麻記
- 音響監督 - 龜山俊樹
- 动画制作人 - 曽根孝治
- 制作人 - 創通
- 动画制作 - 旭Production
- 監修 - 寺田貴信、森住惣一郎
- 製作 - SRWOG PROJECT

## 主題曲
主題曲1「MAXON」
作詞、作曲 - 影山浩宣 / 編曲 - IKUO、寺田志保、栗山善親 / 主唱 - JAM Project
主題曲2
作詞、作曲 - 影山浩宣 / 編曲 - 寺田志保、栗山善親 / 主唱 - JAM Project
片尾曲1
作詞、作曲、編曲 - 山田高弘 / 主唱 - 美鄉秋
片尾曲2
作詞 - 畑亜貴 / 作曲・編曲 - 黒須克彦 / 主唱 - 美鄉秋
插曲
作詞 - 寺田貴信 / 主唱 - 平井理子、貝原怜奈

## 各集列表
| 集数     | 日文标题 | 中文标题             | 劇本                  | 分镜                       | 演出                       | 人物作画監督                 | 机械监督                                |
| -------- | -------- | -------------------- | --------------------- | -------------------------- | -------------------------- | ---------------------------- | --------------------------------------- |
| STAGE 01 |          | 红色的冲击           | 竹田裕一郎 八房龍之助 | 大張正己                   | 大張正己                   | 椛島洋介                     | 鈴木藤雄                                |
| STAGE 02 |          | 未知的声音           | 竹田裕一郎 八房龍之助 | 大籠之仁                   | 大籠之仁                   | 山根理宏                     | 山根理宏                                |
| STAGE 03 |          | 背负的十字           | 竹田裕一郎            | 吉田徹                     | 吉田徹                     | 谷口守泰、中島美子、椛島洋介 | 中澤勇一                                |
| STAGE 04 |          | 绊与约定             | 竹田裕一郎            | 林康弘                     | ところともかず             | 松岡秀明                     | 川原智弘                                |
| STAGE 05 |          | 在DC的名义下         | 竹田裕一郎            | 奥野浩行                   | 奥野浩行                   | 石田さよ                     | 山本佐和子                              |
| STAGE 06 |          | 樱花幻影             | 竹田裕一郎            | 豊増隆寛                   | 工藤寛顕                   | 鈴木勘太                     | 鈴木勘太                                |
| STAGE 07 |          | 黑色潜入者           | 八房龍之助 竹田裕一郎 | 大籠之仁 大張正己          | 大籠之仁                   | 飯飼一幸 大籠之仁            | 飯飼一幸 大籠之仁                       |
| STAGE 08 |          | 凶鸟的眷属           | 竹田裕一郎            | 織原真盃                   | 大張正己                   | 山根理宏                     | 大張正己                                |
| STAGE 09 |          | Inspector            | 竹田裕一郎            | 吉田徹                     | 吉田徹                     | 胡陽樹 飯飼一幸              | 中澤勇一                                |
| STAGE 10 |          | 妖精在月下起舞       | 八房龍之助 竹田裕一郎 | 豊増隆寛                   | 高田昌宏                   | 河野悦隆                     | 重田智 市川敬三                         |
| STAGE 11 |          | HARPE的圣剑          | 竹田裕一郎            | ところともかず             | ところともかず             | 飯飼一幸 奥野浩行            | 西井正典                                |
| STAGE 12 |          | 影鏡                 | 竹田裕一郎            | 林康弘                     | 信田ユウ                   | 小倉典子                     | 村松尚雄 佐野誉幸                       |
| STAGE 13 |          | 来自乐园的放逐者     | 竹田裕一郎            | 織原真盃                   | 浅見松雄                   | 相坂ナオキ 都竹隆治          | 相坂ナオキ 都竹隆治                     |
| STAGE 14 |          | 没有污染之眼         | 竹田裕一郎            | 内藤明吾                   | 矢吹勉                     | 金子国邦 岩本貴玲            | 岩野哲也 久壽米木信弥 岩木孝司 川原智弘 |
| STAGE 15 |          | 武神装攻超軍神       | 竹田裕一郎            | 大張正己 西澤晋 大籠之仁   | 大張正己 大籠之仁          | 奥野浩行 大籠之仁            | 西井正典 大張正己 山根理宏              |
| STAGE 16 |          | Only One Crash       | 竹田裕一郎            | 西澤晋 大張正己            | 斉藤啓也                   | 武智敏光                     | 藤崎賢二                                |
| STAGE 17 |          | 钢之咆哮             | 竹田裕一郎            | 内藤明吾                   | 名取孝浩                   | 飯飼一幸 永作友克            | 中澤勇一                                |
| STAGE 18 |          | 诱惑的鬼火           | 竹田裕一郎            | ヤマサキオサム             | 下司泰弘                   | 荒尾英幸                     | 荒尾英幸                                |
| STAGE 19 |          | 龙虎王显现           | 八房龍之助 竹田裕一郎 | 南康宏                     | 南康宏                     | 中島美子 手島典子            | いまざきいつき 大張正己 山根理宏        |
| STAGE 20 |          | 年轻的猛禽           | 竹田裕一郎            | 吉田徹                     | 吉田徹                     | 飯飼一幸                     | 久壽米木信弥 岩木孝司                   |
| STAGE 21 |          | 沉睡于地之底         | 竹田裕一郎            | 長岡康史                   | 信田ユウ                   | 舘崎大 胡陽樹                | 大森英敏 岩木孝司 久壽米木信弥          |
| STAGE 22 |          | 凋零之时方显美       | 竹田裕一郎            | 柳沢テツヤ                 | 柳沢テツヤ                 | 小宮山由美子 藤田正幸        | 重田智 阿部宗孝                         |
| STAGE 23 |          | 堕天使之心           | 竹田裕一郎            | 織原真盃                   | 加藤顕                     | 奥野浩行                     | 市川敬三 中澤勇一 青山正宣              |
| STAGE 24 |          | 向着白色魔星         | 竹田裕一郎 寺田貴信   | 西澤晋 大張正己            | 町谷俊輔                   | 大高雄太                     | 阿部宗考 須藤晋                         |
| STAGE 25 |          | 曾经所在之物         | 竹田裕一郎 寺田貴信   | 吉田徹                     | 高島大輔                   | 荒尾英幸 小澤円              | 荒尾英幸 小澤円                         |
| STAGE 26 |          | 贯穿吧！比那家伙更快 | 竹田裕一郎 寺田貴信   | 大張正己 織原真盃 大籠之仁 | 大張正己 信田ユウ 大籠之仁 | 椛島洋介 大籠之仁            | 大張正己 西井正典 山根理宏              |

## 播放电视台
| 放送地域 | 放送局     | 放送日期                       | 放送時間                 | 放送系列   | 備駐                        |
| -------- | ---------- | ------------------------------ | ------------------------ | ---------- | --------------------------- |
| 京都府   | 京都放送   | 2010年10月1日 - 2011年4月1日   | 周五 25時00分 - 25時30分 | 独立UHF局  |                             |
| 千葉縣   | 千葉電視台 | 2010年10月1日 - 2011年4月1日   | 周五 25時30分 - 26時00分 | 独立UHF局  |                             |
| 愛知縣   | 愛知電視台 | 2010年10月1日 - 2011年4月1日   | 周五 25時58分 - 26時28分 | TV東京系列 |                             |
| 埼玉縣   | 埼玉電視台 | 2010年10月1日 - 2011年4月1日   | 周五 26時00分 - 26時30分 | 独立UHF局  |                             |
| 兵庫縣   | SUN電視台  | 2010年10月1日 - 2011年4月1日   | 周五 26時20分 - 26時50分 | 独立UHF局  |                             |
| 東京都   | TOKYO MX   | 2010年10月3日 - 2011年4月3日   | 周日 22時00分 - 22時30分 | 独立UHF局  |                             |
| 神奈川縣 | tvk        | 2010年10月3日 - 2011年4月3日   | 周日 25時00分 - 25時30分 | 独立UHF局  |                             |
| 日本全域 |            | 2010年10月4日 - 2011年4月4日   | 周一 12時00分更新        | 網絡電視   | 最新話有1星期限定的免費配信 |
| 日本全域 | AT-X       | 2010年10月27日 - 2011年4月20日 | 周三 8時00分 - 8時30分   | CS放送     | 有重播                      |

## 漫畫版
超级机器人大战OG -The Inspector- Record of ATX
「電擊HOBBY MAGAZINE」2011年2月號（2010年12月發售）連載，至2014年4月轉往電擊HOBBY的Web連載。作者是八房龍之助。
超级机器人大战OG -The Inspector- Record of ATX BAD BEAT BUNKER
2015年12月在電擊HOBBY的Web連載，為《超级机器人大战OG -The Inspector- Record of ATX》的第二章，作者同是八房龍之助。